# 帕什基夫齊 (沃洛韋齊區)
48°48′40″N 22°56′37″E / 48.81111°N 22.94361°E
帕什基夫齊（烏克蘭語：Пашківці），是烏克蘭西部的村莊，隸屬外喀爾巴阡州的穆卡切沃區。該村面積0.45平方公里，海拔高度465米，2001年人口153，人口密度每平方公里338.5人。